# Kirgizisztán az olimpiai játékokon
Kirgizisztán először az 1994-es téli olimpiai játékokon vett részt, azóta valamennyi olimpián képviseltette magát az ország. Ezt megelőzően 1952 és 1988 között a kirgiz sportolók a szovjet csapatban szerepeltek, illetve az 1992-es nyári játékokon az Egyesített Csapat részét képezték.
A kirgiz sportolók eddig 13 érmet szereztek, legeredményesebb sportágaik a birkózás és a cselgáncs.
A Kirgiz Nemzeti Olimpiai Bizottság 1991-ben alakult meg, a NOB 1993-ban vette fel tagjai közé, a bizottság jelenlegi elnöke Murat Saralinov, nemzetközi kapcsolatokért felelős alelnöke Vitalij Bigyuk.

## Éremtáblázatok

### Érmek a nyári olimpiai játékokon
| Olimpia              | Arany                          | Ezüst                          | Bronz                          | Összesen                       |
| 1952–1988            | A Szovjetunió részeként        | A Szovjetunió részeként        | A Szovjetunió részeként        | A Szovjetunió részeként        |
| 1992, Barcelona      | Az Egyesített Csapat részeként | Az Egyesített Csapat részeként | Az Egyesített Csapat részeként | Az Egyesített Csapat részeként |
| 1996, Atlanta        | 0                              | 0                              | 0                              | 0                              |
| 2000, Sydney         | 0                              | 0                              | 1                              | 1                              |
| 2004, Athén          | 0                              | 0                              | 0                              | 0                              |
| 2008, Peking         | 0                              | 1                              | 2                              | 3                              |
| 2012, London         | 0                              | 0                              | 0                              | 0                              |
| 2016, Rio de Janeiro | 0                              | 0                              | 0                              | 0                              |
| 2020, Tokió          | 0                              | 2                              | 1                              | 3                              |
| 2024, Párizs         | 0                              | 2                              | 4                              | 6                              |
| Összesen             | 0                              | 5                              | 8                              | 13                             |

## Érmek sportáganként

### Érmek a nyári olimpiai játékokon sportáganként
| Kirgizisztán érmei a nyári olimpiai játékokon sportáganként | Kirgizisztán érmei a nyári olimpiai játékokon sportáganként | Kirgizisztán érmei a nyári olimpiai játékokon sportáganként | Kirgizisztán érmei a nyári olimpiai játékokon sportáganként | Az olimpiai zászlaja |

| Sportág   | Arany | Ezüst | Bronz | Összesen |
| --------- | ----- | ----- | ----- | -------- |
| Birkózás  | 0     | 4     | 7     | 11       |
| Ökölvívás | 0     | 1     | 0     | 1        |
| Cselgáncs | 0     | 0     | 1     | 1        |
| Összesen  | 0     | 5     | 8     | 13       |